# State of Monc
State of Monc was een Nederlandse jazzband in het genre nu jazz.
De band is in 1997 of 1998 opgericht door Arthur Flink en Hielke Praagman. In 2000 stond de groep in de finale "Dance" van de Grote Prijs van Nederland. Het jaar daarna bracht de band zijn eerste album uit. Vanaf het begin werd steeds gezocht naar verschillende mengvormen tussen elektronische muziek en jazz.
Na het eerste album verschijnen nog twee andere albums. De band speelt op Nederlandse festivals als North Sea Jazz, Haarlem Jazz en The Hague Jazz maar ook op veel buitenlandse festivals en wordt door vele recensenten geroemd om het eigen geluid. De band gaf zijn laatste optreden in Litouwen in november 2012, na de drie jaar daarvoor op vele podia wereldwijd gespeeld te hebben.

## Discografie
- Hand to Mouth (2001) - City Groovez
- Clippertron (2005) - Challenge Records
- Clippertron Extended (2006) - Challenge Records
- Phantom Speaker (2008) - Sound Camp Records